# اقبالية
اقبالية (بالفارسية: اقبالیه) هي منطقة سكنية تقع في الجزء الأوسط من مدينة قزوين، محافظة قزوين في إيران. يقدر عدد سكانها بـ 49,230 نسمة .